# Tenki no Ko
Tenki no Ko (天気の子, lit. A Criança do Tempo), lançado mundialmente como Weathering with You e no Brasil O Tempo Com Você, e em Portugal O Tempo Contigo, é um filme de animação japonesa de fantasia romântica escrito e dirigido por Makoto Shinkai e produzido pela CoMix Wave Films. O filme se passa no Japão durante o período de clima excepcionalmente chuvoso e conta a história de um garoto que se muda pra Tóquio e se torna amigo de uma garota órfã que tem a habilidade de manipular o tempo. O filme foi produzido por Wakana Okamura e Kinue Itō.
O filme foi comissionado em 2018, escrito e dirigido por Makoto Shinkai. Contém as vozes de Kotaro Daigo e Nana Mori nos personagens principais, com direção de animação por Atsushi Tamura, desgin dos personagens por Masayoshi Tanaka e a partitura orquestral e trilha sonora composta pela banda Radwimps; os dois últimos anteriormente colaboraram com Shinkai em Your Name (2016). Uma adaptação em livro de mesmo nome, também escrito por Shinkai, foi publicado um dia antes da estreia do filme, enquanto que uma adaptação em mangá com ilustração de Watari Kubota foi serializado pela revista Afternoon em 25 de julho de 2019.
Estreou no Japão no dia 19 de julho de 2019 nos cinemas convencionais IMAX e 4DX e foi lançado em 20 de janeiro de 2020 nos Estados Unidos. O filme recebeu críticas geralmente positivas. Os críticos elogiaram o filme pela animação, enredo, música, visuais e o uso do clima para transmitir a metáfora da história. Alguns comparam com o filme anterior de Shinkai, Kimi no Na wa, criticando-o por sua falta de clareza de visão e segmentos de enredo não resolvidos. O filme arrecadou ¥21.11 bilhões (US$193.65 milhões) mundialmente, se tornando o filme japonês de maior bilheteria de 2019 e a sexta maior bilheteria de um filme de anime de todos os tempos, não ajustado para a inflação.
O filme recebeu inúmeros prêmios incluindo de ser selecionado a entrada do Japão na categoria Melhor Filme Internacional no 92º Óscar. Recebeu quatro indicações no Annie Award, incluindo de Melhor Longa Metragem Animado Independente, igualando a A Viagem de Chihiro e Millenium Actress (ambos de 2001) por mais indicações ao Annie até 2021 quando foi superado pelo filme Belle de Mamoru Hosoda com cinco indicações.

## Sinopse
O estudante do ensino médio Hodaka Morishima deixa seu lar numa ilha isolada e se muda pra Tóquio. Vive seus dias em isolamento, mas finalmente encontra um emprego como escritor para uma revista obscura ocultista. Depois de começar seu trabalho, o tempo fica chuvoso dia após dia. Em um canto da cidade cheia e agitada, Hodaka conhece uma garota chamada Hina Amano. Devido a certas circunstâncias, Hina e seu irmão mais novo vivem juntos, mas têm uma vida alegre e resistente. Hina também tem um certo poder: o poder de fazer parar de chover e limpar o céu.

## Elenco
| Personagens       | Vozes              | Vozes             |
| Personagens       | Japão              | Brasil            |
| ----------------- | ------------------ | ----------------- |
| Hodaka Morishima  | Kotaro Daigo       | Yan Gesteira      |
| Hina Amano        | Nana Mori          | Karin Medeiros    |
| Keisuke Suga      | Shun Oguri         | Sérgio Muniz      |
| Natsumi Suga      | Tsubasa Honda      | Ana Lúcia Menezes |
| Nagi Amano        | Sakura Kiryu       | Rodrigo Ribeiro   |
| Yasui             | Sei Hiraizumi      | Ricardo Juarez    |
| Takai             | Yūki Kaji          | Bruno Carnevale   |
| Fumi Tachibana    | Chieko Baisho      | Sarito Rodrigues  |
| Mitsuha Miyamizu  | Mone Kamishiraishi | Aline Esteves     |
| Taki Tachibana    | Ryunosuke Kamiki   | Wagner Follare    |
| Ayane Hanazawa    | Ayane Sakura       | Bia Menezes       |
| Kana              | Kana Hanazawa      | Natália Medeiros  |
| Cigana            | Masako Nozawa      | Aline Esteves     |
| Sasaki            | Kana Ichinose      | Jackie Mello      |
| Moka Suga         | Moe Katsuragi      | Bia Menezes       |
| Senhora Mamiya    | Sumi Shimamoto     | Teline Carvalho   |
| Sacerdote         | Hidekatsu Shibata  | Alfredo Martins   |
| Neto do Sacerdote | não creditado      | Wagner Follare    |
| Kimura            | Ryōhei Kimura      | Marcus Júnior     |

## Personagens
Hodaka Morishima
Hodaka Morishima (森嶋 帆高, Morishima Hodaka) é um garoto estudante do ensino médio da ilha de Kōzu-shima que fugiu de casa e se mudou para Tóquio onde trabalha como escritor de uma revista ocultista. Hodaka é o protagonista masculino do filme.
Hina Amano
Hina Amano (天野 陽菜, Amano Hina) é uma estudante do terceiro ano do ensino médio que está aceitando vários empregos de meio período para ajudar sua família após a morte de sua mãe. Ela tem uma habilidade única de controlar o clima de várias formas tais como a chuva e relâmpagos e trazer a luz do sol através das orações, o que a leva a ser conhecida como a garota do sol. Hina é a protagonista feminina do filme.
Keisuke Suga
Keisuke Suga (須賀 圭介, Suga Keisuke) é um homem de meia idade que dirige uma pequena companhia editorial onde Hodaka acaba trabalhando por meio período.
Natsumi Suga
Natsumi Suga (須賀 夏美, Suga Natsumi) é a sobrinha de Keisuke e uma estudante universitária que trabalha por meio período em seu escritório. Na primeira vista, Hodaka achou que ela fosse a esposa do Keisuke.
Nagi Amano
Nagi Amano (天野 凪, Amano Nagi) é o irmão mais novo de Hina com quem vive com ela.
Yasui
Yasui (安井, Yasui) é um policial e parceiro de Takai que trabalha no caso de Hodaka.
Takai
Takai (高井, Takai) é um policial e parceiro de Yasui que trabalha no caso de Hodaka.
Fumi Tachibana
Fumi Tachibana (立花 冨美, Tachibana Fumi) é a avó de Taki e uma das clientes do serviço garota do sol de Hodaka e Hina.
Mitsuha Miyamizu
Mitsuha Miyamizu (宮水 三葉, Miyamizu Mitsuha) é a personagem do filme Kimi no Na wa que trabalha como vendedora de uma joalheria em Shinjuku.
Taki Tachibana
Taki Tachibana (立花 瀧, Tachibana Taki) é o personagem do filme Kimi no Na wa e neto da Fumi que ajuda sua avó a realizar a cerimônia do seu falecido avô.
Moka Suga
Moka Suga (須賀 萌花, Suga Moka) é a filha de Keisuke que fica sob os cuidados de sua avó contra seu pai após a morte de sua mãe, Asuka Mamiya. Ela desenvolveu uma doença chamada asma que a impede de sair na chuva.
Kana
Kana (香菜, Kana) é a namorada de Nagi.
Ayane Hanazawa
Ayane Hanazawa (花澤綾音, Hanazawa Ayane) é a ex-namorada de Nagi.
Senhora Mamiya
Senhora Mamiya (間宮夫人, Mamiya-fujin) é a sogra de Keisuke e avó de Moka que cuida de sua neta que tem asma e a proíbe de ver seu pai por causa da chuva e de seus hábitos de fumar.

## Produção

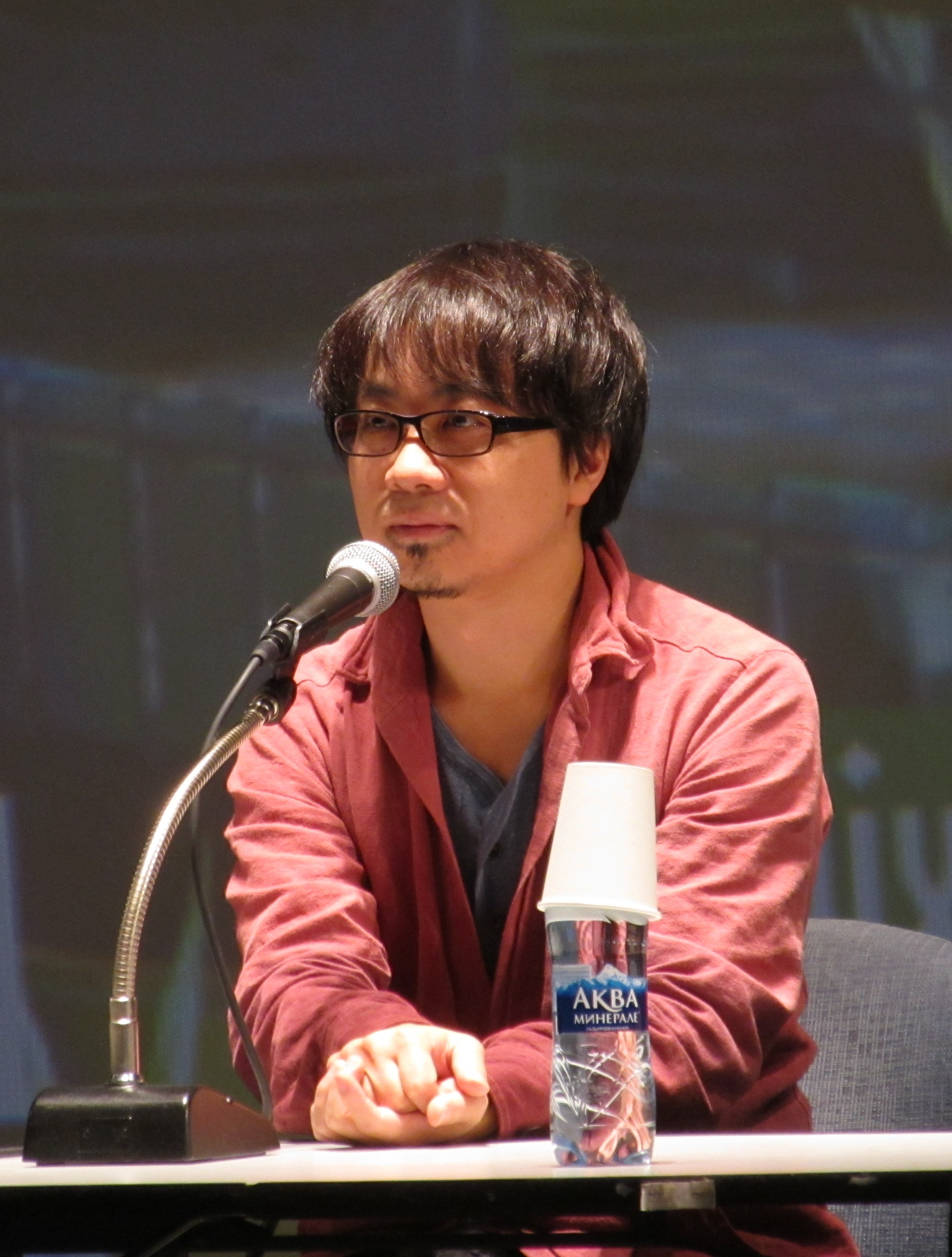
Diretor Makoto Shinkai

No dia 2 de agosto de 2018, Makoto Shinkai revelou que estava fazendo um novo filme para ser lançado no ano seguinte. A equipe do filme incluiu Masayoshi Tanaka como designer de personagem, Atsushi Tamura como diretor de animação e Hiroshi Takiguchi como diretor de arte. O Tempo com Você foi planejado usando o software de storyboard e pré-produção da Toon Boom Storyboard Pro. Shinkai tweetou sobre sua admiração por Shikao Suga e que ele "emprestou" o último nome para o personagem Keisuke Suga.
Em fevereiro de 2017, o desenvolvimento do enredo começou, e em abril, o desenvolvimento e design do personagem. Em julho, Shinkai começou a escrever um script do filme. Em agosto iniciou o desenvolvimento de configuração, reconhecimento de localização e coleta de informações. O storyboarding começou em outubro. Em maio de 2018, o trabalho de animação começou enquanto que o desenvolvimento do material da chuva no filme iniciou em julho. Em agosto, a audição do elenco foi realizado e o trabalho da arte de fundo começou em setembro. Em outubro, o elenco dos dois protagonistas do filme foi decidido. No dia 13 de dezembro de 2018, uma coletiva de imprensa foi realizada para revelar o primeiro visual chave do filme e anunciaram que seria lançado no dia 19 de julho de 2019. O photoshooting para o filme começou em janeiro de 2019. O primeiro trailer estreou no dia 10 de abril, exatamente 100 dias antes da estreia. Pôsteres adicionais do filme e o segundo trailer foram lançados no dia 28 de maio. Todo o trabalho foi completado a partir de 7 de julho e o filme estava pronto pra ser lançado.
Em uma entrevista, Shinkai disse "Eu pensei, 'eu devo fazer um próximo filme para não irritar mais o pessoal, ou devo fazer um filme que os irrite ainda mais?' E eu escolhi a última opção." Ele também acrescentou que foi influenciado pelo impacto das mudanças climáticas no Japão, particularmente o aumento das chuvas durante os meses de verão. Ele revelou que usou ambos a animação em computação gráfica e desenhado à mão para retratar a chuva no filme. O processo de escrita da história inclui obter feedback da equipe de produção que revelou que levou cerca de seis meses para escrever seu filme anterior, Kimi no Na wa, e outros seis meses para Tenki no Ko. Shinkai escolheu aproximadamente mais "sobrenatural" neste filme como o oposto ao ângulo de ficção-científica que usou para Your Name. Quando perguntaram pela razão de incluir personagens de Your Name, Shinkai disse, "Pessoalmente, eu procurei ver Taki e Mitsuha novamente antes de se encontrarem."

### Elenco
Mais de 2000 pessoas fizeram o teste para darem as vozes aos dois protagonistas do filme, dos quais Kotaro Daigo e Nana Mori foram eventualmente escolhidos. Outros papéis importantes são preenchidas pelos membros da equipe de Your Name. Daigo e Mori começaram a gravar suas partes em 27 de abril de 2019. Em 29 de maio de 2019, o elenco adicional foi anunciado: Shun Ogori (Keisuke Suga), Tsubasa Honda (Natsumi), Chieko Baisho (Tomi), Sakura Kiryuu (Nagi Amano), Sei Hiraizumi (Yasui) e Yuki Kaji (Takai).

## Música
Em 26 de agosto de 2017, Makoto Shinkai enviou um script do filme a Yojiro Noda para dar suas opiniões antes dele receber a canção "Ai ni Dekiru koto wa Mada Arukai" (愛にできることはまだあるかい Ainda há algo que o amor possa fazer?) do músico da banda Radwimps, que é então usado como música tema no filme. Como no filme anterior de Shinkai, Your Name, Radwimps escreveu e compôs a trilha sonora do filme. A canção tema do filme, "Is There Still Anything That Love Can Do?" (愛にできることはまだあるかい, "Ai ni Dekiru Koto wa Mada Aru Kai"), se tornou a canção mais vendida na parada digital semanal de 15 a 21 de julho. Outra canção, "Grand Escape" (グランドエスケープ) com vozes de Toko Miura, ficou em segundo lugar com mais de 41.000 downloads. Outras canções incluem "Voice of Wind" (風たちの声, "Kaze-tachi no Koe"), "Celebration" (祝祭, "Shukusai") e "We'll Be Alright (大丈夫, "Daijōbu"). Existem duas canções do gênero J-Pop, "Koi Suru Fortune Cookie" por AKB48 e "Koi" por Gen Hoshino, usados como canções de karaokê no filme. O álbum da trilha sonora do filme ganhou vários prêmios, incluindo o Prêmio Disco de Ouro do Japão e o 43º Prêmio da Academia de Filmes do Japão.

### Álbum
Weathering with You foi lançado no dia 19 de julho de 2019, mesma data da estreia do filme. É o décimo primeiro álbum de estúdio da banda Radwimps.
| N.º            | Título                                                                                               | Duração |  |
| 1.             | "Theme of "Weathering with You" (『天気の子』のテーマ)"                                              | 0:41    |  |
| 2.             | "The Taste of Kindness (優しさの味)"                                                                 | 0:48    |  |
| 3.             | "First Visit to K&A (K&A 初訪問)"                                                                    | 1:49    |  |
| 4.             | "Welcome to Senpikan (占秘館へようこそ)"                                                             | 0:53    |  |
| 5.             | "K&A Welcoming Ceremony (K&A 入社式)"                                                                | 1:03    |  |
| 6.             | "Voice of Wind (Movie Edit) (風たちの声 (Movie Edit))"                                               | 2:37    |  |
| 7.             | "Saving Hina (陽菜、救出)"                                                                           | 1:47    |  |
| 8.             | "Sky Clearing Up (晴れゆく空)"                                                                       | 2:13    |  |
| 9.             | "Sea in the Sky (空の海)"                                                                            | 0:59    |  |
| 10.            | "Visiting Home (御宅訪問)"                                                                           | 3:42    |  |
| 11.            | "First Part Time Job As Sunshine Girl (初の晴れ女バイト)"                                            | 1:19    |  |
| 12.            | "Celebration (Movie Edit) [com participação de Toko Miura] (祝祭 (Movie Edit) feat.三浦透子)"        | 2:36    |  |
| 13.            | "Fireworks Festival (花火大会)"                                                                      | 3:05    |  |
| 14.            | "Shrine of Weather (気象神社)"                                                                       | 2:40    |  |
| 15.            | "Shiba Ko-en (芝公園)"                                                                               | 3:12    |  |
| 16.            | "Two Confessions (二つの告白)"                                                                       | 1:36    |  |
| 17.            | "City Crisis (首都危機)"                                                                             | 1:37    |  |
| 18.            | "Snow in Midsummer (真夏の雪)"                                                                       | 1:18    |  |
| 19.            | "Power of the Weather (天気の力)"                                                                    | 1:22    |  |
| 20.            | "Time with Family (家族の時間)"                                                                      | 2:33    |  |
| 21.            | "Hina, Fading Away (消えゆく陽菜)"                                                                   | 1:08    |  |
| 22.            | "Eternity Above Clouds (永遠の雲の上)"                                                               | 0:52    |  |
| 23.            | "Clear Sky And Loss (晴天と喪失)"                                                                    | 2:45    |  |
| 24.            | "Hodaka Escapes / Kid's Plot (帆高、逃走～子供達の画策)"                                             | 3:01    |  |
| 25.            | "Bike Chasing (バイクチェイス)"                                                                      | 0:59    |  |
| 26.            | "Running with Hina (陽菜と、走る帆高)"                                                               | 2:23    |  |
| 27.            | "Is There Still Anything That Love Can Do? (Movie Edit) (愛にできることはまだあるかい (Movie Edit))" | 2:30    |  |
| 28.            | "Grand Escape (Movie Edit) [feat. Toko Miura] (グランドエスケープ (Movie Edit) feat.三浦透子)"       | 3:08    |  |
| 29.            | "Rain Again (ふたたびの、雨)"                                                                        | 0:44    |  |
| 30.            | "We'll Be Alright (Movie Edit) (大丈夫 (Movie Edit))"                                                | 4:18    |  |
| 31.            | "Is There Still Anything That Love Can Do? (愛にできることはまだあるかい)"                           | 6:54    |  |
| Duração total: | Duração total:                                                                                       | 1:06:48 |  |

### Versão Completa
Weathering with You Complete Version foi lançado no dia 27 de novembro de 2019. A edição internacional do álbum contém uma versão em inglês de "Is There Still Anything That Love Can Do?", canção tema do filme.
| N.º            | Título                                                                                    | Duração |  |
| 1.             | "Voices of the wind (風たちの声)"                                                         | 4:13    |  |
| 2.             | "Celebration (祝祭)" (participação de Toko Miura)                                         | 4:34    |  |
| 3.             | "Grand Escape (グランドエスケープ)" (participação de Toko Miura)                          | 5:39    |  |
| 4.             | "We'll Be Alright (大丈夫)"                                                               | 5:35    |  |
| 5.             | "Is There Still Anything That Love Can Do? (愛にできることはまだあるかい) (English ver.)" | 6:45    |  |
| Duração total: | Duração total:                                                                            | 26:45   |  |

## Marketing

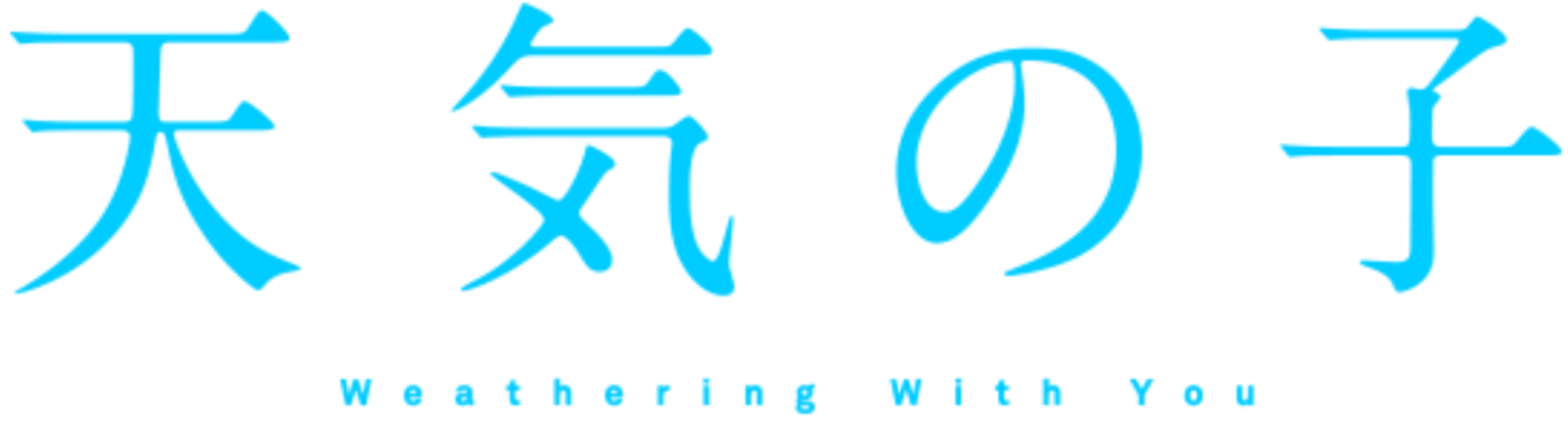
Logo de O Tempo Com Você

Uma coletiva de imprensa foi realizada para divulgar o filme e anunciou que será lançado no dia 19 de julho de 2019. O primeiro teaser trailer foi lançado em 10 de abril, exatamente 100 dias antes do lançamento. O segundo trailer foi lançado no dia 28 de maio. O produtor Genki Kawamura apresentou um trabalho em processo de triagem no dia 14 de junho no Festival de Filme de Animação Internacional de Annecy na França que foi aberto para profissionais da indústria e estudantes e não para o público geral. A TV Asahi transmitiu imagens da cena de abertura do filme durante uma reexibição do filme anterior de Shinkai Kimi no Na wa no dia 30 de junho. Antes de sua exibição no Japão, a Uniqlo lançou camisetas especiais com designs inspirados em Tenki no Ko e filmes de anime anteriores de Makoto Shinkai. Tenki no Ko supostamente promoveu vários produtos e empresas incluindo SoftBank Group, Suntory e Baitoru, em anúncios de televisão. Durante a exibição no Japão, muitas lojas de conveniência como a Lawson lançou produtos alimentícios inspirados no filme. Lawson também criou uma nova bebida chamada Chá de Geleia Ameiro, um chá de erva infundido com pétalas de flores azuis.

## Lançamento

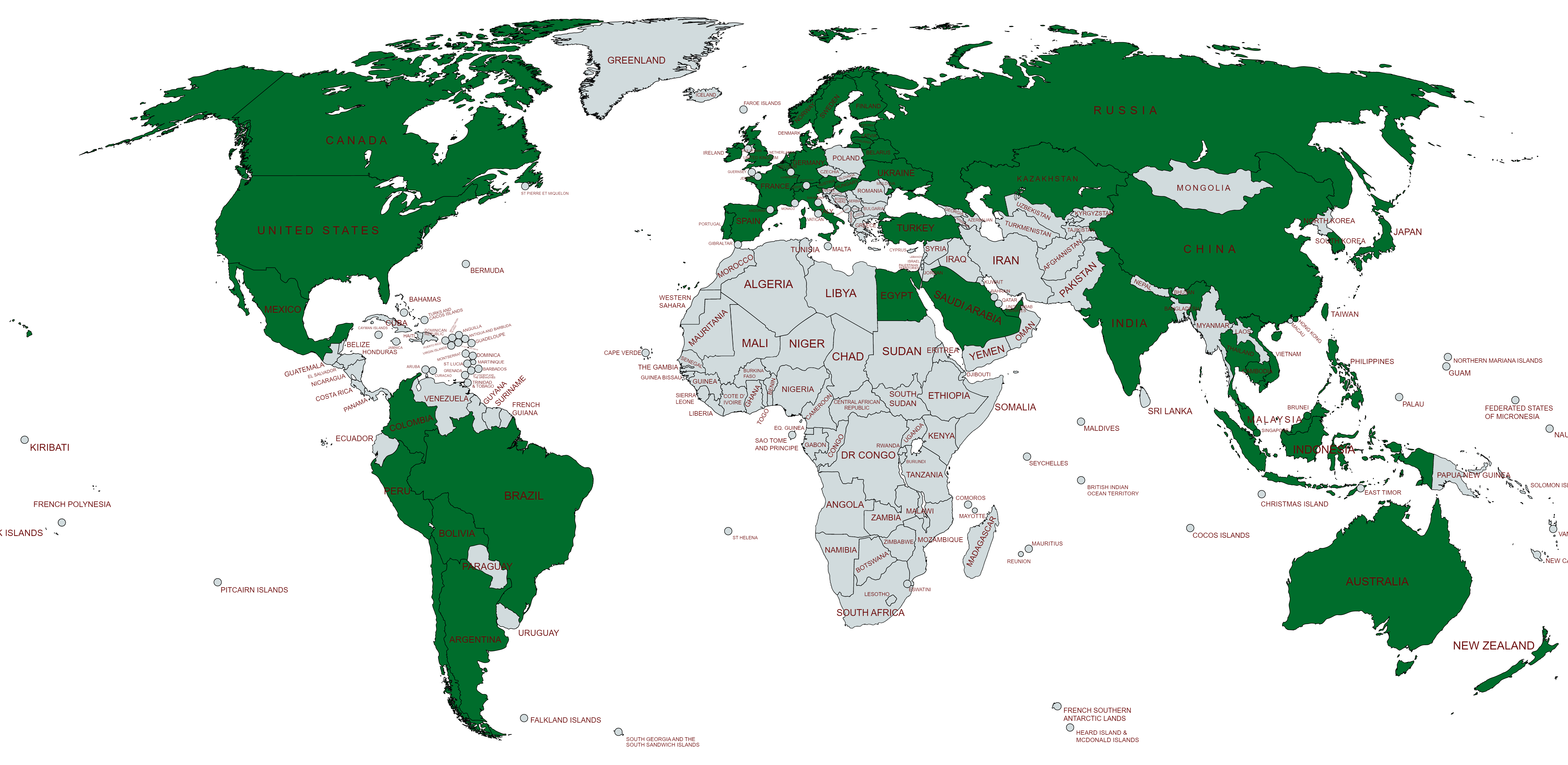
Mapa mundial mostrando países e regiões onde o filme foi lançado nos cinemas (em verde)

O Tempo Com Você foi lançado em 19 de julho de 2019 às 9 da manhã pela distribuidora Toho em 448 salas em 359 cinemas de todo o país. Cinemas dos distritos de Shinjuku em Tóquio e Umeda em Osaka, entretanto, estrearam o filme por volta da meia noite de 18 de julho. O website oficial de Tenki no Ko anunciou em 20 de setembro que o filme seria mostrado nos formatos populares em 4DX e MX4D em todo o Japão no dia 27 de setembro.
Foi anunciado que o filme ganharia um lançamento mundial; em 16 de julho, e os lançamentos já foram decididos para 140 países na América do Norte, Europa, Ásia e América do Sul, excedendo os 130 de Kimi no Na wa.
Na Ásia, a Edko Films lançou o filme em Hong Kong no dia 8 de agosto, a Encore Films transmitiu o trailer legendado em inglês, chinês e malaio e anunciou e lançou o filme em poucos países do sudeste da Ásia incluindo Indonésia no dia 21 de agosto, Vietnã em 30 de agosto, Malásia e Brunei em 5 de setembro e Cingapura no dia 12 de setembro. A Pioneer Films anunciou e lançou o filme nas Filipinas em 17 de agosto para uma triagem avançada na SM Megamail e 28 de agosto para o lançamento geral. O produtor Genki Kawamura disse que eles querem lançar na Índia porque 53 mil pessoas assinaram uma petição pedindo o lançamento por lá. No dia 10 de agosto, o diretor Makoto Shinkai e a página oficial de Tenki no Ko anunciaram através do Twitter que seria exibido em 20 cidades indianas incluindo Mumbai e Delhi no dia 11 de outubro. A PVR Films e a plataforma de cinema sob demanda Bookmyshow Vkaao distribuíram o filme. Foi o primeiro filme de animação japonesa maduro a ser exibido nos cinemas na Índia. A CJ CGV estreou na Coréia do Sul no dia 30 de outubro. A Volga Film Company confirmou o lançamento do filme em 31 de outubro na Rússia. A distribuidora tailandesa de filmes Major Group anunciou que o filme seria aberto na Tailândia em 7 de novembro de 2019 mas foi mudado pro dia 5 de setembro. O filme foi aprovado pelos censores de Pequim e atingiu os cinemas chineses no dia 1° de novembro.
Na América do Norte, a GKIDS anunciou que tinha adquirido os direitos do filme e exibiu uma corrida de qualificação para prêmios em 2019 seguido por um lançamento com opções de idioma inglês e japonês no dia 17 de janeiro de 2020. O 44º Festival de Filme Internacional de Toronto, que foi realizado do dia 5 à 15 de setembro de 2019, hospedou a estreia americana do filme. Como parte da categoria "Apresentação Especial", é elegível pra competir pelo prêmio People's Choice. Dizem que a Fathom Events lançou o filme nos cinemas americanos nos dias 15 e 16 de janeiro de 2020 como uma "Pré-estreia Especial de Fãs" com conteúdo bônus especial. A GKIDS estreou o filme nos Estados Unidos no evento Animation Is Film Festival em 18 de outubro de 2019 com atendimento à Makoto Shinkai e adicionalmente recebeu uma mostra de um dia do IMAX.
Na Europa, o 67° Festival de Filme Internacional de San Sebastián na Espanha hospedou a estreia europeia do filme de 20 à 28 de setembro de 2019. A Anime Limited adquiriu os direitos do filme do Reino Unido e da Irlanda, estreando no Scotland Loves Anime no dia 12 de outubro de 2019, com uma corrida teatral com opções de idioma inglês e japonês no dia 17 de janeiro de 2020. Na Itália, Dynit e Nexo Digital lançaram o filme teatralmente em 14 de outubro de 2019. A Selecta Visión licenciou na Espanha e exibiu o filme no dia 29 de novembro de 2019. Na França, o filme foi lançado no dia 8 de janeiro de 2020 pela Anime Limited e BAC Films. Na Alemanha, foi lançado no dia 16 de janeiro de 2020 pela Universum Film. Em Portugal, o filme estreou no dia 20 de fevereiro de 2020 pela Big Picture Films, com uma exibição especial no dia 14 de fevereiro de 2020.
Na Austrália e na Nova Zelândia, a Madman Entertainment adquiriu os direitos do filme e começou exibindo teatralmente em 22 de agosto de 2019, com exibições novamente na dublagem em inglês no dia 13 de fevereiro de 2020.
No Oriente Médio, a distribuidora Front Row Filmed Entertainment anunciou que o filme será lançado no dia 10 de setembro de 2020.
No Brasil, o filme foi exibido nos dias 10, 14 e 15 de dezembro de 2019 no Festival do Rio. A distribuidora Diamond Films anunciou em 25 de novembro de 2019 que traria o filme pros cinemas brasileiros no começo de 2020 mas devido a pandemia de COVID-19 relatado em março, foi adiado por tempo indeterminado. Entretanto, durante o evento online Geek Nation Livestream, foi divulgado um trailer dublado de 30 segundos pela rede Cinépolis e no dia 30 de outubro, um trailer dublado e legendado de 1 minuto foi lançado com a previsão de estreia nos cinemas para o dia 26 de novembro de 2020 mas foi novamente adiado pela Cinépolis para o dia 10 de dezembro, e em seguida, mais um novo adiamento para o dia 14 de janeiro de 2021 devido ao lançamento de Mulher-Maravilha 1984 e também do retorno do estado de São Paulo à fase amarela do controle sanitário, em virtude da pandemia do coronavírus. Uma prévia dublada foi divulgada pela Cinépolis nos dias 12 e 18 de novembro de 2020.

### Mídia doméstica
O filme foi lançado em Blu-Ray no Japão no dia 27 de maio de 2020. Uma edição de colecionador incluiu um disco em 4K Ultra HD. Legendas em inglês e chinês foram incluídas. O filme depois foi lançado em DVD e Blu-Ray no dia 15 de setembro de 2020 na América do Norte. Uma edição limitada em 4K Ultra HD foi lançada em novembro de 2020. O lançamento do Blu-Ray na América do Norte foi nomeado como um dos melhores lançamentos em home-video de 2020 pelo site Blu-Ray.com. O filme está atualmente no serviço de streaming HBO Max. No Brasil, o filme foi lançado em formato digital no dia 22 de janeiro de 2021 via Google Play, Apple TV+ e YouTube Movies para compra e aluguel com direito a dublagem em português, espanhol e japonês e opções de legendas, nos serviços de streaming Amazon Prime Video a partir do dia 17 de setembro de 2021 até 6 de janeiro de 2022 e atualmente no HBO Max desde o dia 21 de janeiro de 2022.
No Japão, o filme vendeu 157.570 unidades físicas de vídeo caseiro em doze dias até 7 de junho de 2020 incluindo 111.403 unidades em Blu-ray e 46.347 unidades em DVD. Nos Estados Unidos, o filme arrecadou 4.6 milhões de dólares das vendas de Blu-ray e DVD até abril de 2022. No Reino Unido, foi o segundo filme estrangeiro mais vendido em formatos físicos de vídeo caseiro (atrás apenas de Parasita).

## Escolha para o Óscar 2020
O filme foi escolhido como a entrada do Japão na categoria de Melhor Filme Estrangeiro no 92° Óscar. Também recebeu 4 indicações do Annie Award incluindo de Melhor Filme Animado Independente, que o torna o terceiro filme de anime igualando com A Viagem de Chihiro e Millennium Actress a terem quatro indicações, que é o mais alto para um filme de anime da Annie até ser superado em 2021 pelo filme Belle de Mamoru Hosoda com cinco indicações. Mas em dezembro de 2019, o filme foi cortado para concorrer ao Óscar na categoria de Melhor Filme Estrangeiro e no dia 13 de janeiro de 2020, o filme ficou de fora pra concorrer na categoria de Melhor Animação.

## Pretty Cure e personagens de outras obras no filme
No filme, existe uma cena onde aparecem duas cosplayers do anime Pretty Cure que contratam a garota do sol para o evento tipo Comiket no Tokyo Big Sight e que possam brilhar sob a luz do sol. Além delas, aparecem também cosplayers de Aqua do anime KonoSuba, Hatsune Miku de Vocaloid e o monstro Godzilla da franquia de mesmo nome. Segundo o próprio Makoto Shinkai, ele é um fã da série Pretty Cure e fez questão de pedir permissão da Toei para colocar cosplayers das personagens no filme.
| “ | “O Tempo Com Você é um filme da Toho. Mas Pretty Cure, como todos vocês sabem, é um trabalho da Toei. A dura verdade é que existem algumas barreiras que não podem serem ultrapassadas. Com a permissão da Toei, fui capaz de colocar cosplayers para aparecerem como a primeira geração de Pretty Cure! O espírito doujin é incrível. Eu adoro Pretty Cure, então eu realmente queria colocá-lo no filme. Porém, posso ter ido longe demais para algo que gostei!” | ” |

Shinkai disse também que a cosplayer da Cure Black foi dublada por Kana Hanazawa, embora ela não fosse creditada pelo papel.

## Mensagem especial na reexibição nas TVs japonesas
No dia 3 de janeiro de 2021, o filme foi reexibido nas TVs no Japão e o diretor Makoto Shinkai supervisionou uma sequência exclusiva de encerramento desta transmissão. Os quadros de pré-visualização da sequência adicionados mostram uma mensagem encorajadora sobreposta em algumas cenas do filme.
A sequência final adicionada teve aproximadamente um minuto de duração e só foi ao ar no domingo à noite, 3 de janeiro de 2021 às 21 horas, após os créditos finais do filme. Embora não altere a narrativa, apresenta uma mensagem de reflexão sobre o significado do título em inglês: “querer superar o mau tempo e as dificuldades com você“ e sobre as novas oportunidades visto que o Japão (como muitos outros países) dá as boas-vindas a um novo ano após um ano inteiro de pandemia da COVID-19. A sequência foi transmitida pela TV Asahi em substituição à habitual sequência de patrocinadores.

## Recepção

### Bilheteria
Durante a exibição inicial nos 359 cinemas e 448 telas no Japão, Tenki no Ko vendeu 1,159,020 ingressos para alcançar ¥1,643,809,400 (aproximadamente $15.22 milhões de dólares) nos três primeiros dias. Foi relatado que Tenki no Ko superou o filme anterior de Makoto Shinkai, Kimi no Na wa., que alcançou ¥1,277,960,000 ($12.51 milhões de dólares desta vez) nos três primeiros dias de exibição alcançando mais que 28.6%. Em 25 de agosto de 2019, venderam 8 milhões de ingressos e alcançou  ¥10.73 bilhões ($101 milhões de dólares). Em 16 de setembro de 2019, alcançou ¥12.72 bilhões, rankeando a 18ª posição do rank de bilheteria japonesa de todos os tempos. No dia 2 de outubro de 2019, o filme vendeu acima dos 10 milhões de ingressos no Japão após 75 dias no mercado. Em 20 de outubro de 2019, vendeu 10.27 milhões de ingressos e arrecadou ¥13.7 bilhões no Japão. Até 12 de abril de 2020, o filme arrecadou ¥14.06 bilhões ($127 milhões de dólares) no Japão.
Na China, o filme vendeu 8,985,208 ingressos e arrecadou $42.4 milhões nos primeiros 17 dias no mercado em 19 de novembro de 2019. No fim de novembro de 2019, o filme arrecadou ¥288.65 ($43.6 milhões de dólares) na China. Em Cingapura, arrecadou S$1.04 milhões (747,158.67 dólares) e se tornou o filme de anime mais arrecadado em Cingapura. Nos Estados Unidos e Canadá, o filme arrecadou $7,798,743 de dólares a partir de 15 de março de 2020. Até julho de 2021, o filme já arrecadou 193.4 milhões de dólares mundialmente.

### Resposta crítica
Os críticos deram a O Tempo Com Você uma reposta geralmente positiva. No Rotten Tomatoes, o filme teve um índice de aprovação de 91% baseado nas avaliações de 92 críticos com uma classificação média de 7,38/10. O consenso dos críticos do site diz que, "Lindamente animado e narrativamente envolvente, O Tempo Com Você além disso, estabelece o escritor-diretor Makoto Shinkai como um cineasta singularmente talentoso." No Metacritic, o filme teve uma pontuação média ponderada de 72 de 100 baseado na avaliação de 30 resenhas críticas, indicando "avaliações geralmente favoráveis."
Brian Ashcraft da Kotaku elogiou o filme dizendo que "partes do filme são incrivelmente comoventes e para entrelaçar o Xintoísmo de crenças com orações japonesas contemporâneas e apresentar rituais a Deus para obter o tempo claro", mas depois escreveu que "o maior problema de O Tempo Com Você que tem é isto: é a sequência de Kimi no Na wa". Daryl Harding, escritor do Crunchyroll News, elogiou o aspecto de construção mundial do filme, afirmando que Shinkai tem seu dedo no pulso da atmosfera moderna de Tóquio, mas criticou a similaridade entre Tenki no Ko e Kimi no Na wa. Kim Morrissy do Anime News Network também deu ao filme uma avaliação geralmente positiva elogiando os visuais e o uso do clima para transmitir a metáfora da história mas criticando a execução na segunda metade do filme; ela escreveu que "Shinkai estava evidentemente constrangido pela necessidade de encaixar sua história em um modelo específico, uma que não parecia se encaixar no enredo desta vez". Twwk, que revisou o filme para o Beneath the Tangles, foi mais positivo também, escrevendo: "O filme não é tão poderoso emocionalmente como Kimi no Na wa devido a um roteiro que é muito solto (e maluco) para ganhar seus grandes momentos, mas ainda é sincero".
Ollie Barder, escritor do Forbes, descreveu a animação de O Tempo Com Você como "incrível" e reconheceu a habilidade de trazer "Tóquio à vida de uma forma exclusivamente palpável". Depois, ele elogiou Shinkai por sua maneira de retratar a "vida selvagem e paisagens naturalistas". James Marsh da South China Morning Post elogiou o filme pela sua animação mas criticou-o por sua falta de "clareza de visão vista em Your Name". Ele descreveu o enredo como mais direto do que o de Your Name mas disse que tem alguns tópicos de enredo sem resposta e "pendentes". Uma análise de Alicia Haddick da Otaquest elogiou as tentativas do filme de se diferenciar do trabalho anterior de Makoto Shinkai e elogiou a animação, história e música, mas disse que sua confiança na estrutura do seu último filme prejudica o filme em geral dizendo que "é impossível discutir este filme sem o espectro que Your Name pendurou no ombro". Andrew Paredes, escritor da ANC X, elogiou os personagens do filme, história, temas e direção de Makoto Shinkai, dizendo; "A emoção efusiva e o misticismo do Xintoísmo esfregando-se muito bem contra as preocupações do mundo real. E depois há a animação: Shinkai se superou com este acompanhamento, apresentando Tóquio não apenas com fidelidade detalhada, mas também com um brilho que sugere uma vida interior exuberante". Terence Toh, escritor da The Star, elogiou os personagens e a história do filme, dizendo; O Tempo Com Você orgulha-se de personagens visuais e agradáveis maravilhosos. A história também é certeira como a chuva."

### Prêmios e indicações
Apesar de não ter concorrido ao Óscar 2020, o filme recebeu indicações e ganhou outros prêmios. Uma delas foram quatro indicações no Annie Awards que inclui Melhor Filme de Animação Independente, o prêmio de Melhor Longa-Metragem de Animação no 13º Asia Pacific Screen Awards (ASPA) em Brisbane, Austrália e o Prêmio do Público no Animation is Film Festival em Los Angeles.
| Ano  | Prêmio                               | Categoria                                                                   | Recebedor(es)                                         | Resultado | Ref.            |
| ---- | ------------------------------------ | --------------------------------------------------------------------------- | ----------------------------------------------------- | --------- | --------------- |
| 2019 | 13º Asia Pacific Screen Awards       | Melhor Longa-Metragem de Animação                                           | Tenki no Ko                                           | Venceu    | [ 105 ]         |
| 2019 | Animation is Film Festival 2019      | Prêmio do Público                                                           | Tenki no Ko                                           | Venceu    | [ 106 ]         |
| 2019 | Scotland Loves Anime 2019            | Prêmio do Público                                                           | Tenki no Ko                                           | Venceu    | [ 107 ]         |
| 2019 | Utopiales 2019                       | Prêmio do Público                                                           | Tenki no Ko                                           | Venceu    | [ 108 ]         |
| 2019 | 44º Hochi Film Award                 | Melhor Imagem Animada                                                       | Tenki no Ko                                           | Venceu    | [ 109 ] [ 110 ] |
| 2019 | 44º Hochi Film Award                 | Melhor Diretor                                                              | Makoto Shinkai                                        | Indicado  | [ 109 ] [ 110 ] |
| 2019 | 74º Mainichi Film Awards             | Melhor Filme de Animação                                                    | Tenki no Ko                                           | Indicado  | [ 111 ] [ 112 ] |
| 2019 | 74º Mainichi Film Awards             | Melhor Música                                                               | Radwimps                                              | Venceu    | [ 111 ] [ 112 ] |
| 2019 | Florida Film Critics Awards          | Melhor Filme de Animação                                                    | Tenki no Ko                                           | Indicado  | [ 113 ]         |
| 2019 | 24º Satellite Awards                 | Melhor Recurso de Animação ou Mídia Mista                                   | Tenki no Ko                                           | Indicado  | [ 114 ]         |
| 2020 | 47º Annie Awards                     | Melhor Filme de Animação — Independente                                     | Tenki no Ko                                           | Indicado  | [ 115 ]         |
| 2020 | 47º Annie Awards                     | Conquista Excepcional por Efeitos Animados em uma Produção Animada          | Hidetsugu Ito, Yuko Nakajima, Jumi Lee, Ryosuke Tsuda | Indicado  | [ 115 ]         |
| 2020 | 47º Annie Awards                     | Conquista Excepcional por Direção em uma Produção de Longa-Metragem Animado | Makoto Shinkai                                        | Indicado  | [ 115 ]         |
| 2020 | 47º Annie Awards                     | Conquista Excepcional por Escrita em uma Produção de Longa-Metragem Animado | Makoto Shinkai                                        | Indicado  | [ 115 ]         |
| 2020 | 62º Blue Ribbon Awards               | Melhor Filme                                                                | Tenki no Ko                                           | Indicado  | [ 116 ]         |
| 2020 | 62º Blue Ribbon Awards               | Melhor Diretor                                                              | Makoto Shinkai                                        | Indicado  | [ 116 ]         |
| 2020 | 6º Anime Trending Awards             | Filme de Anime do Ano                                                       | Tenki no Ko                                           | Venceu    | [ 117 ]         |
| 2020 | Tokyo Anime Award Festival 2020      | Grande Prêmio Anime do Ano (Filme)                                          | Tenki no Ko                                           | Venceu    | [ 118 ]         |
| 2020 | Tokyo Anime Award Festival 2020      | Melhor Diretor                                                              | Makoto Shinkai                                        | Venceu    | [ 118 ]         |
| 2020 | 23º Japan Media Arts Festival Awards | Prêmio Impacto Social                                                       | Tenki no Ko                                           | Venceu    | [ 119 ]         |
| 2020 | 43º Japan Academy Film Prize         | Animação do Ano                                                             | Tenki no Ko                                           | Venceu    | [ 120 ]         |
| 2020 | 43º Japan Academy Film Prize         | Conquista Excepcional na Música                                             | Radwimps                                              | Venceu    | [ 120 ]         |
| 2021 | 38º Robert Awards                    | Melhor Longa-Metragem de Língua não-inglesa                                 | Tenki no Ko                                           | Indicado  | [ 121 ] [ 122 ] |

## Adaptações
Uma adaptação em livro com o mesmo nome foi escrito juntamente com a produção do filme pelo diretor Makoto Shinkai. No dia 30 de abril de 2019, ele anunciou através do Twitter que tinha terminado de escrever. Foi lançado em impressão e formato digital pela Kadokawa Sneaker Bunko no dia 18 de julho de 2019. Mais de 99 mil cópias foram vendidas na primeira semana e ficou em primeiro lugar na biblioteca semanal da Oricon no dia 29 de julho. A partir do dia 16 de agosto, 318 mil cópias foram vendidas, fazendo o primeiro livro neste ano para exceder 300 mil vendas. No dia 10 de setembro, foram vendidas 650 mil cópias em edições sucessivas. Em 24 de outubro, a Yen Press anunciou que tinham licenciado o romance para o lançamento na América do Norte, em impressão e formato digital, no dia 17 de dezembro. A editora JBC anunciou a publicação do livro no Brasil no dia 16 de março de 2020 e foi lançado oficialmente no dia 1° de fevereiro de 2021.
| Título           | Data de lançamento original | ISBN Original     | Data de lançamento no Brasil | ISBN Brasileiro |
| ---------------- | --------------------------- | ----------------- | ---------------------------- | --------------- |
| O Tempo Com Você | 18 de julho de 2019         | 978-4-0410-2640-3 | 1º de fevereiro de 2021      | 978-6555940183  |

Além disso, uma adaptação de livro infantil para crianças, alunos do ensino fundamental e médio, foi lançado em 9 de agosto de 2019. Vendeu 13 mil cópias na primeira semana e ficou em primeiro lugar no gênero "Livros infantis" na classificação semanal da biblioteca da Oricon.
Uma adaptação em mangá desenhado por Watari Kubota começou a ser serializado em 25 de julho de 2019 na revista Monthly Afternoon da editora Kodansha. Foi anunciado que o mangá teria uma página de abertura colorida. O mangá foi finalizado no dia 25 de agosto de 2020. O mangá também foi anunciado no Brasil pela editora JBC no dia 16 de março de 2020 e seria lançado oficialmente no dia 30 de junho de 2021 mas ocorreu alguns problemas na impressão das capas e só foi lançado um mês depois e no dia 29 de outubro de 2021, a editora JBC lançou o mangá em formato digital nas lojas da Amazon, Rakuten Kobo e iBooks.
| Nº | Data de lançamento original | ISBN Original     | Data de lançamento no Brasil | ISBN Brasileiro |
| -- | --------------------------- | ----------------- | ---------------------------- | --------------- |
| 1  | 22 de novembro de 2019      | 978-4-06-517514-9 | 28 de julho de 2021          | 978-6555941142  |
| 2  | 23 de junho de 2020         | 978-4-06-519396-9 | 28 de julho de 2021          | 978-6555941166  |
| 3  | 23 de outubro de 2020       | 978-4-06-520968-4 | 28 de julho de 2021          | 978-6555941159  |

## Galeria

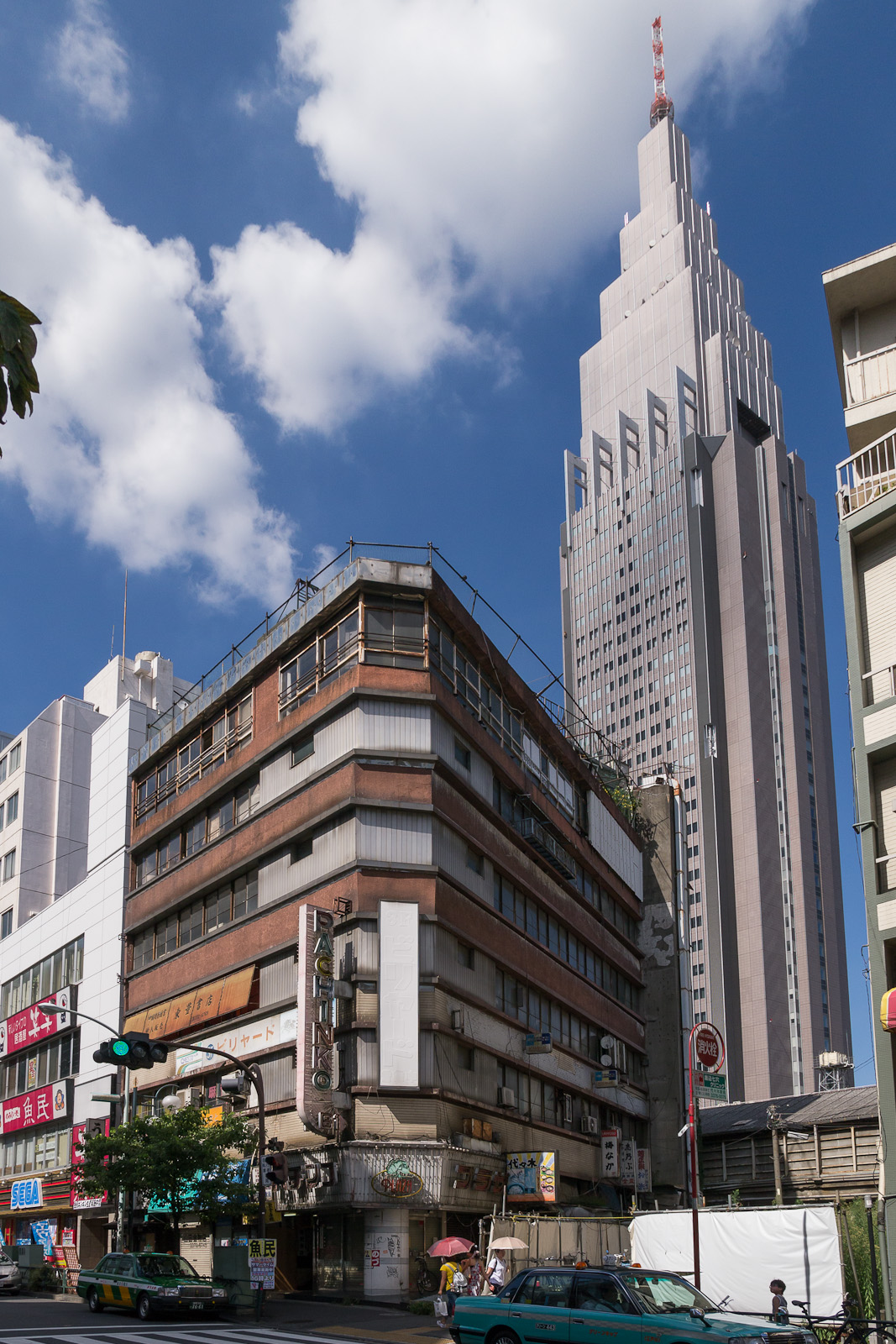
Em primeiro plano: o prédio abandonado Yoyogi Kaikan que aparece no filme. A demolição foi concluída em janeiro de 2020 e não existe mais. Observação que o santuário do telhado é fictício. Atrás: o NTT DoCoMo Yoyogi Building (Torre Docomo) que frequentemente aparece nos filmes de Shinkai.

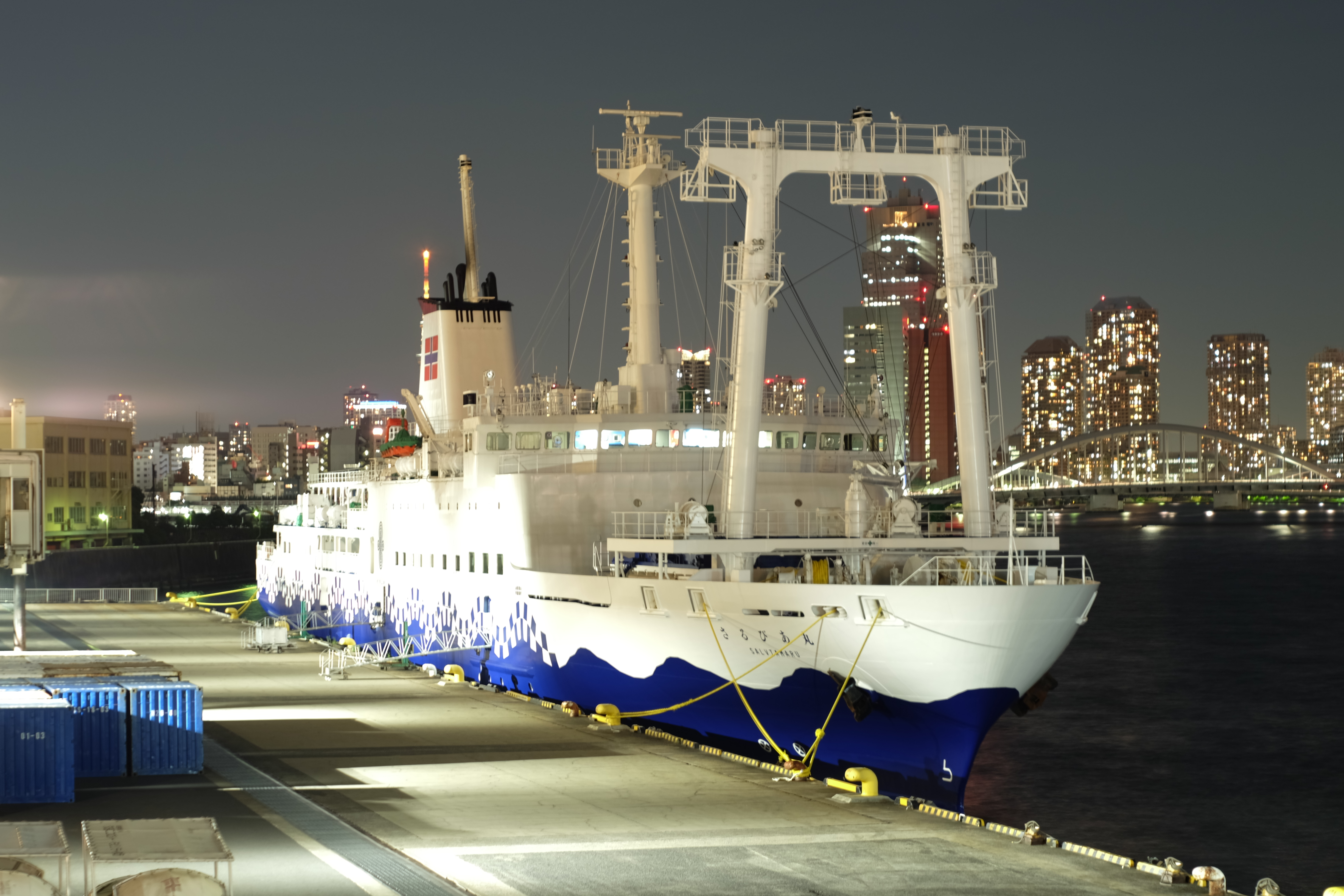
A segunda geração de Salvia-Maru na rota de Tóquio—Kōzu-shima que Hodaka pegou rumo à Tóquio

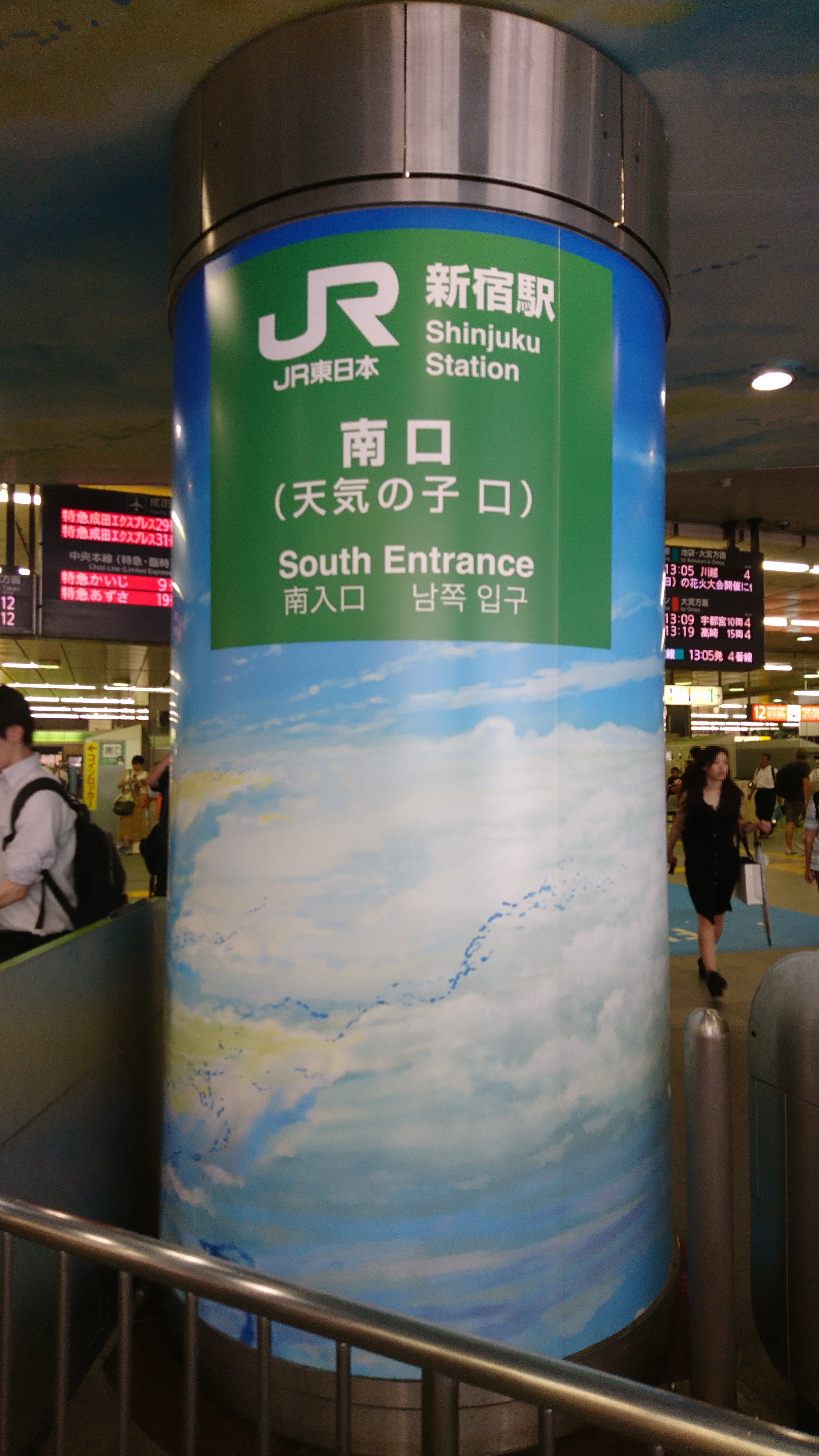
Vista da Saída Sul da Estação JR de Shinjuku (Weather Channel) com o painel visual de O Tempo Com Você